# Sepia typica
Sepia typica är en bläckfiskart som först beskrevs av Japetus Steenstrup 1875.  Sepia typica ingår i släktet Sepia och familjen Sepiidae. IUCN kategoriserar arten globalt som livskraftig. Inga underarter finns listade i Catalogue of Life.